# فيك ماثيوز
فيك ماثيوز (بالإنجليزية: Vic Matthews) هو واثب حواجز ‏ بريطاني، ولد في 23 يونيو 1934.

## وصلات خارجية
- فيك ماثيوز على موقع أوليمبيديا (الإنجليزية)